# Егрикаш ефенди джамия
Егрикаш ефенди джамия или Айше Хатун джамия (на турски: Eğrikaş Efendi Cami, Ayşe Hatun Cami, на македонска литературна норма: Егрикаш ефенди џамија) е бивш мюсюлмански храм в град Битоля, Северна Македония.

## Местоположение
Джамията е била разположена в източната част на Горния Дървен пазар, близо до дервишкия гроб на Тез Верен Баба и Йени хамам.

## История
Храмът е изграден в XVI – XVII век. Името ѝ, което в превод означава Господин с крива вежда, вероятно е свързано с основателя. Джамията е регистрирана за пръв път в кадастрални документи от 1203 от хиджра (1788 от Христа). Тогава Айше Ханъм дарява на джамията приходите от един магазин и така тя получава второто си име.

## Архитектура
Джамията е пример за провинциална архитектура – малко квадратно молитвено пространство, покрито със скатен покрив, като горната част на стенипе е била украсена с теракотени плочи. Фасадата е била изградена с комбинация от камък и тухла, а стените били дебели около метър.
Джамията е имала доста високо многоъгълно минаре от камък с шерефе и конична шапка, покрита с олово, сходно с това на съседната Коджа Кади джамия.
Джамията е разрушена по-късно, но е запазена част от беговата къща, която е била до нея.